# Епос за Гилгамеш
Епосът за Гилгамеш е епична поема от Месопотамия и една от най-древните литературни творби, запазени до наши дни. Написана е с клинообразна писменост върху глинени плочки.
Литературната история на Гилгамеш започва с пет самостоятелни шумерски поеми за Билгамеш (шумерското име на Гилгамеш), цар на Урук, датиращи от Третата династия на Ур (около 2100 г. пр.н.е.). Четири от тях са използвани като източник за компилиран епос на акадски. Тази първа обобщена версия, известна като Старовавилонска версия, датира от XVIII век пр.н.е. и е озаглавена със своите начални думи „Шутур ели шари“ („Надминаващ всички други царе“). От нея са запазени само няколко фрагмента. По-късната Стандартна вавилонска версия датира от XIII до X век пр.н.е. и започва с думите „Ша накба имру“ („Тоз, който видя дълбините“). Възстановени са фрагменти, обхващащи около две трети от тази по-дълга дванадесеттаблична версия. Едни от най-добрите копия са открити в развалините на библиотеката от VII век пр.н.е. на асирийския цар Ашурбанипал.
Поемата разказва за приятелството между Гилгамеш, цар на Урук, и Енкиду – дивак, създаден от боговете, за да му пречи да потиска народа си. Двамата пътуват до Кедровата планина, за да победят Хумбаба, нейния чудовищен пазител. След това те убиват Небесния бик, изпратен от богинята Ищар, за да накаже Гилгамеш за това, че я е отхвърлил. Като наказание за тези подвизи боговете осъждат Енкиду на смърт. Мъката на Гилгамеш след смъртта на Енкиду го подтиква да предприеме дълго и изпълнено с премеждия пътуване, за да открие тайната на вечния живот. В крайна сметка той научава, че „животът, който търсиш, никога няма да намериш. Защото когато боговете създадоха човека, те определиха смъртта за негов дял, а животът задържаха в своите ръце.“ Въпреки това, заради неговите големи строежи, следването на съветите на боговете и това, което безсмъртният Утнапищим му разказва за големия потоп, славата на Гилгамеш надживява смъртта му.
Откриването на епоса за Гилгамеш през XIX век и публикуването през 1872 г. на преведен откъс, описващ всемирния потоп, предизвиква сензация поради паралелите с Библията. Впоследствие при по-пълна реконструкцията и анализ произведението се оказва една от най-старите известни литературни творби в света. Оттогава то привлича вниманието на романисти, поети, психолози, композитори и т.н., които представят модернизирани версии и интерпретации.

## История
Съвременната представа за Епоса за Гилгамеш е реконструирана на основата на множество отделни източници, създадени в период от повече от две хиляди години. Ранните шумерски поеми и по-късният акадски вариант са основните източници на съвременните преводи, като шумерския вариант се използва главно за попълване на пропуските в акадския. Макар че продължават да се публикуват ревизирани варианти на основата на нови открития, епосът остава не напълно завършен.
Най-ранните шумерски поеми днес се приемат за самостоятелни разкази, а не за част от някакъв общ епос. Първите от тях датират от времето на Третата династия на Ур (2150 – 2000 пр.н.е.). Най-ранните акадски варианти са от началото на II хилядолетие пр.н.е., най-вероятно от XVIII или XVII век пр.н.е., когато един или повече автори използват наличния литературен материал, за да създадат обединен епос. Основният акадски вариант, състоящ се от дванадесет таблички, е редактиран от Син-леки-унини в периода между 1300 и 1000 година пр.н.е. и е открит в библиотеката на Ашурбанипал в Ниневия.

## Преоткриване и възстановяване
През XIX век се преоткрива културата на древна Месопотамия, вследствие на откритията на археолози и първите асиролози. Остин Хенри Лейърд разкрива древната Ниневия (могилата Куюнджик в покрайнините на Мосул). Текстът на Епоса за Гилгамеш става известен след 1853 година, когато помощникът и приемник на Лейърд, асирийският археолог Хормузд Расам, разкрива останките от библиотеката на Ашурбанипал и изпраща плочките (по-скоро фрагменти от плочки) в Британския музей. Там един от първите, дешифриращи клинописни писания – Хенри Роулинсън, организира проучването им и възлага от 1867 г. на Джордж Смит, млад самоук асириолог, разчитането и превода им. Смит открива в плочките разказа за Гилгамеш, но той прекъсва тъкмо когато започва историята за голям потоп – подобна на библейската, но разказана две хиляди години преди нея. Оповестяването на това пред Обществото по библейска археология в Лондон на 3 декември 1872 г. предизвиква сензация. Вестник Дейли Телеграф финансира експедиция на Смит до Ниневия, за да намери липсващите фрагменти от историята за потопа, и той наистина успява да постигне това. През 1875 и 1876 г. публикува пълните преводи и други сведения за митологични и епични месопотамски текстове под заглавие The Chaldaean Account of Genesis („Халдейското описание на Битието“). Изяснява се и последователността и продължителността на вавилонските династии. Първоначално главният герой е наричан Издубар, след което произношението на клинописните символи е коригирано. Смъртта на Смит през 1876 г. прекъсва работа върху епоса. През 1884 германският асириолог Пол Хаупт публикува Das Babylonische Nimrodepos („Вавилонският епос на Нимрод“), издание на известните тогава таблети на Британския музей без превод. Това произведение служи за основа на преводите на Епоса, извършени през следващите десетилетия. Първият превод на всички плочки, известни по това време, е публикуван през 1891 г. на немски език от Алфред Йеремиас (Izdubar-Nimrod: Eine altbabylonische Heldensage). Правилното четене на името на героя, Гилгамеш, е установено през 1890 г., но се игнорира от този първи преводач.
През първите десетилетия на XX век се публикуват нови плочки от епоса, включително фрагменти от второто хилядолетие пр. н.е., представящи версии, различни от версиите от Ниневия; задълбочава се знанието за литература на Месопотамия. Според Джастроу (Jastrow) разказът за Потопа е независимо допълнение към останалата част от епоса, тъй като вече се вижда вероятната му оригинална версия – Епоса за Атрахасис. Впоследствие публикуването на плочки на шумерски, свързани с други разкази, свързани с Гилгамеш, позволява на С. Н. Крамер да подчертае факта, че епосът частично се основава на тази по-ранна литература.

## Версии на текста
Въз основа на различните известни източници са частично реконструирани две основни версии на Епоса – старовавилонска версия и стандартна акадска версия. Частично възстановени са и пет по-ранни шумерски поеми за Гилгамеш, някои от които включват варианти на отделни епизоди от акадската версия, а други съдържат невключени в късните сборници разкази.

### Шумерски истории за Гилгамеш
Редица истории на шумерски език имат Гилгамеш за свой главен герой, но очевидно няма еквивалент на Епоса. Тези текстове са известни от плочки от старовавилонския период (около 1800 – 1700 г. пр.н.е.), открити в Нипур и Ур, в места за обучаване на писари, които само копират части от произведенията, служещи за модели за обучение по клинопис. Те са съвременни на най-старите известни фрагменти от първата акадска версия на епоса, но се смята, че основата им е от времето на Третата династия на Ур (или Ур III, към 2112 – 2004 г. пр.н.е.) и може да са създадени от кръга на поетите на тогавашния двор, поради желанието на владетелите от тази династия да се свържат с престижната фигура на Гилгамеш и по-общо с древните царе на Урук. Всъщност тези истории за Гилгамеш са част от един вид епичен цикъл за полулегендарните царе на Урук, включително Енмеркар и Лугалбанда, бащата на Гилгамеш според тази традиция, представляващи „героичната епоха“ на Древна Месопотамия.
Сред тези разкази повечето са свързани с темите, появили се после в „Епос за Гилгамеш“, само разказът за Гилгамеш и Ага липсва в епоса: този текст разказва за конфронтацията на царя на Урук с Ага, цар на съседния град Киш, която завършва с триумф на първия. Гилгамеш и Небесният бик и Гилгамеш и Хумбаба, присъстващи и в двете версии, разказват за битките на Гилгамеш и Енкиду срещу тези две същества. В Гилгамеш, Енкиду и Подземния свят се разказва как Енкиду слиза в Подземния свят и там е пленен от владетелката му, богиня Ерешкигал; Гилгамеш напразно призовава боговете да го избавят; само бог Енки му помага, уреждайки бога на Слънцето Уту да върне призрака на Енкиду за един разговор с Гилгамеш за живота на мъртвите в подземния свят. Смъртта на Гилгамеш разказва за агонията на Гилгамеш, когото боговете решават да превърнат във второстепенно божество от подземния свят, след което се описват погребалните приготовленията за героя в Урук.

### Старовавилонска версия
Старовавилонската версия („палеовавилонска“) на „Епос за Гилгамеш“, написана на акадски език, е най-старата известна версия на произведението. Известна е от няколко фрагмента, датирани от периода 1800 – 1600 г. пр.н.е., някои от които са с добре идентифициран произход (Нипур, Ищали, Тел Хармал), а други – не (фрагменти с неизвестен произход, намиращи се в Йейл, Филаделфия и в колекцията на Шьоен в Норвегия), и вероятно повечето от тях идват от учебни среди. Някои се припокриват, но нито един не е с достатъчно дълго съдържание, за да представи цялото произведение или значителна част от него, както е при „стандартната“ версия. Те обаче съдържат няколко пасажа, сходни с пасажи от стандартната, което дава възможност да бъдат идентифицирани като части от най-старата версия, представяща разказ, интегриран в приключенията на Гилгамеш, въпреки че разликите между сходни пасажи показват, че вече има няколко варианта в обращение. Допуска се, че една акадска версия за битката на Гилгамеш и Енкиду с Хумбаба е съставена между шумерските версии и първата версия на епоса, но няма директен източник.
Съдържанието на старовавилонската версия може да бъде реконструирано в общи линии от известните фрагменти и съотнасянето им към стандартната версия, ходът им е сходен. Липсват обаче борбата срещу Небесния бик, проклятието на куртизанката от Енкиду, визията за подземния свят и историята за потопа. От друга страна, някои пасажи не са представяни по-късно, като например втората седмица на сексуални отношения между Енкиду и куртизанката или епикурейската проповед на кръчмаря Шидури.

### Междинни версии
Няколко фрагмента от Епоса за Гилгамеш са известни от средновавилонския период (1500 – 1200 г. пр.н.е.). Изолиран фрагмент, датиращ от самото начало на този период, вероятно идващ от първата династия на Приморската страна, се отнася до опитомяването на Енкиду. Два от по-старите известни фрагменти от този период произхождат от места в Южна Месопотамия (Нипур и Ур) и са от каситската епоха (1300 – 1200 г. пр.н.е.), но останалите идват от места извън месопотамското пространство: Емар и Угарит в Сирия, Мегидо в Палестина и Хатуша в Анадола, столицата на хетското царство. Това е свързано с една културна характеристика на периода – акадският език е лингва франка в международните отношения в район, простиращ се от Египет и Анадола до днешен Иран, и затова е преподаван в писарски училища в тези региони, а това е съпроводено с разпространение на месопотамски литературни текстове. Хетският текст е особен по това, че епосът за Гилгамеш е адаптиран там на два езика, които се говорят в Анадола по това време, а именно хетски и хуритски. Текстът е известен там под заглавието „Песен на Гилгамеш", по терминология, взета от хуритските митове. В допълнение, един текст, открит в Асирия, датиращ от IX век пр.н.е., се отклонява от стандартната версия и следователно представлява друго свидетелство за съществуването на междинни версии между тази от старовавилонския период и стандартната версия. По форма най-старите фрагменти от тази своеобразна съвкупност са доста близки до първата, по-специално тези от Хатуша, докато най-новите, тези от Емар, вече са близо до втората. Един от фрагментите от Угарит е най-старият, за който се знае, че започва със същите думи като стандартната версия (ša naqba imuru).

### Стандартна акадска версия
Стандартната версия (наричана понякога и Ниневийска версия) е открита от Хормузд Расам в библиотеката на Ашурбанипал през 1853 година. Тя е написана на стандартен вавилонски, диалект на акадския, използван за литературни цели. Версията е компилирана от Син-леки-унини в периода между 1300 и 1000 година пр.н.е. на основата на по-ранен материал.
Стандартната версия се отличава от по-ранната старовавилонска версия по началните думи – в старата версия те са „Надминаващ всички други царе“, а в стандартната – „Той, който видя дълбините“, като под „дълбини“ се разбира мистериозните сведения, получени от Гилгамеш при срещата му с Утнапищим. Гилгамеш получава познанието как да почита боговете, защо смъртта е дадена на човешките същества, какво прави един цар добър владетел и как да се живее добър живот. Историята за Утнапищим, героят на мита за Потопа, може да бъде открита и във вавилонския Епос за Атрахасис.
Дванадесетата табличка на стандартната версия е продължение на предходните единадесет и вероятно е добавена по-късно. Тя е слабо свързана с добре оформеният единадесеттабличен епос, в които началните редове се повтарят в края на единадесетата табличка, придавайки му цикличен и завършен вид. Дванадесетата табличка е почти идентично копие на по-ранен шумерски разказ, предхождащ събитията в основния епос, в който Гилгамеш изпраща Енкиду да върне някакви негови вещи от Отвъдния свят и той се завръща като дух, за да опише на Гилгамеш природата на Отвъдния свят.

### Първа плочка: възхвала на Гилгамеш и появата на Енкиду
Прологът към епоса започва с поредица възхвали на главния му герой, Гилгамеш, „този, който видя дълбините“. Той е човек с несравнимо познание, разгадал големите мистерии на света, включително събитията преди Потопа, записал на камък разказа си. Цар на град Урук, той издигнал мощните му стени и голямото му светилище, Еана, посветено на богинята на града Ищар. Гилгамеш е представен като несравним по външен вид, красив и силен, способен на най-големи подвизи, „две трети бог, една трета човек“.
Въпреки това по времето, когато започва историята, той е горделив цар, който тиранизира своя народ. Въпреки липсващи части от епоса, от останалите става ясно, че се разрушават семейните отношения, младите не могат да помагат на родителите си както трябва; някои изследователи тълкуват един пасаж като индикация, че той е упражнявал правото на първа нощ, но тук това не е ясно. Действията му будят мълчаливото недоволство на поданиците му, които се оплакват от него в молитвите си към боговете, а те отговарят на жалбите им като създават съперник на Гилгамеш – Енкиду.
Енкиду е създаден от парче глина, в степта, сред дивия свят. Така той е герой с човешки черти, но не знае нищо за цивилизацията, живее сред животните и да се държи като тях. Енкиду е открит от ловец, чиито капани той разваля, спасявайки животните. Ловецът, обзет от голям страх поради силата и ръста на Енкиду, разказва на баща си за това същество, а той го насочва към Гилгамеш, единственият, обладаващ подобна сила. Гилгамеш решава да изпрати с ловеца куртизанката Шамхат, която да използва прелестите си, за да въведе Енкиду в цивилизацията. Тя се показва на дивака, съблича се и правят любов в продължение на шест дни и седем нощи. А когато след това животните вече започват да бягат от него, Шамхат разказва на Енкиду за Гилгамеш и силата му и той решава да я последва до Урук, за да демонстрира, че е по-силен от него. Куртизанката обаче го призовава вместо това да го счита за потенциален приятел и му разказва, че Гилгамеш е имал два последователни съня, разтълкувани от майка му Нинсун като знак за бъдещото им приятелство.

### Втора плочка: началото на приятелството
И така Енкиду тръгва към Урук заедно с куртизанката. Пастирите от селото, през което минават, са удивени от вида му, сравняват го с Гилгамеш. Енкиду приема предлагания му хляб и питиета, които го опияняват, облича се с дрехи, а през нощта пази пастирите от вълци и лъвове – окончателна илюстрация на факта, че е напуснал животинския свят.
Пристигайки в Урук, Енкиду веднага е забелязан от жителите и посрещнат с радост като появил се съперник на Гилгамеш. Той научава за злодеянията на Гилгамеш, очевидно правото на първа нощ (това е напълно ясно в старовавилонската версия), и решава да се бие с него. Препречва му пътя и се сблъскват в бой, според един непълен пасаж от стандартната версия. Сблъсъкът води до взаимно уважение между двамата юнаци и те стават приятели. В старовавилонската версия (плочките от Филаделфия и Йейл) битката е прекъсната по инициатива на Гилгамеш, Енкиду веднага признава стойността на своя противник; той го упреква за държането му, но това не пречи да се зароди тяхното приятелство.
След това Гилгамеш представя новия си другар на майка си Нинсун и изглежда, че прави публично признание на грешките си. После предлага на Енкиду да отидат в далечната Кедрова гора, за да се борят с чудовището Хумбаба, нейния пазител, комуто бог Енлил е поверил човешките страхове. Енкиду го предупреждава за опасностите, но героят упорства, готов е и сам да се бие, само Енкиду да го придружава. Подготвя оръжия за битка и излага своите намерения пред народа и събралите се старейшини на Урук, които също напразно се опитват да го отклонят от опасното начинание. Гилгамеш моли бог Шамаш за подкрепа и е готов за похода.

### Трета плочка: приготовленията за Кедровата гора
Примирени, старейшините дават съвети на Гилгамеш и го поверяват на Енкиду. След това Гилгамеш отива в двореца с Енкиду, за да се срещнат с майка му Нинсун и я информира за пътуването им и за предстоящия бой с Хумбаба.
Нинсун, притеснена за съдбата на сина си, се оттегля в покоите си, облича церемониалните си дрехи и отива на покрива, за да се обърне с молба към бог Шамаш, покровител на Гилгамеш. Тя се жалва от буйния темперамент на сина си, който приписва на волята на Шамаш, и изказва страха си от опасностите, пред които ще се изправи. Моли бога да защитава сина ѝ. После възлага на Енкиду да пази сина ѝ, а той обещава. В непълен пасаж изглежда също така, че тя приема Енкиду за осиновен син.
Останалата част от плочката е още по-непълна. Изглежда двамата приятели извършват ритуали, за бъде пътуването им при благоприятни обстоятелства, и след това се връщат в градското събрание, за да дадат инструкции за управлението в отсъствието на царя и получават нови съвети за предпазливост.

### Четвърта плочка: пътуването към Кедровата гора
Двамата герои вървят пеша към Кедровата гора с гигантски крачки, на шест етапа, спирайки на всеки три дни. На всеки етап те извършват ритуал, за да извикат предчувствен сън в Гилгамеш. Посред нощ, след като е сънувал, Гилгамеш се събужда внезапно и разказва съня си на Енкиду. Последният го тълкува и намира в него доказателството за бъдещия им успех, по-специално за подкрепата на бог Шамаш, като по този начин всеки път вдъхва увереност на приятеля си. Те пристигат в района на Хумбаба. Гилгамеш призовава на помощ Шамаш, който реагира благосклонно и му дава съвети за предстоящия двубой. Когато прозвуча ужасяващият рев на Хумбаба, Енкиду е завладян от страх, но Гилгамеш го кара да си възвърне куража. Така стигат до гората и спират.

### Пета плочка: борбата срещу Хумбаба
Двамата герои се дивят на гората: величествени кедри, кипариси, песни на птици, викове на маймуни се съчетават в полифония. Гилгамеш се разтреперва от този спектакъл, но Енкиду го окуражава. Срещата с Хумбаба не е запазена в цялостен пасаж, но изглежда този герой и Енкиду вече са се срещали в миналото, когато вторият все още е бил дивак. Хумбаба се опитва да разубеди двамата приятели да се бият с него, но битката започва; по време на нея бог Шамаш идва на помощ на Гилгамеш, като праща върху Хумбаба „тринадесетте вятъра“, които се нахвърлят върху него и той не може нито да напредва, нито да отстъпи. Хумбаба моли за пощада, но Енкиду казва на приятеля си да го убие преди да се намесят боговете, на които чудовището служи, най-вече бог Енлил. Отново нападат Хумбаба и го убиват.
След това изсичат много кедри и Енкиду предлага на Гилгамеш да използва едно особено масивно дърво, за да направи гигантска врата, която да занесе като дар в Нипур, града на бога Енлил, без съмнение за да умилостиви бога след убийството на неговото протеже и унищожаването на гората. Пренасят дървото със сал по Ефрат, връщат се в Урук, Гилгамеш носи със себе си главата на Хумбаба.

### Шеста плочка: Ищар и борбата с Небесния бик
Красотата на Гилгамеш, завърнал се в Урук, кара богиня Ищар да се влюби в него. Тя го изкушава с богатство и почести, но Гилгамеш ѝ отказва, като се подиграва с нея, напомняйки ѝ за нещастната съдба на всичките ѝ любовници, и я обвинява за нейните преструвки и изневери. Дългата му реч провокира яростта на Ищар, която моли баща си Ану да отмъсти за грубия отказ. Богът я обвинява, че е провокирала Гилгамеш, но отстъпва пред заплахата ѝ да пусне мъртвите от подземния свят и създава Бика, който тя иска. Предупреждава я за ужасните последици, които ще предизвика, но тя го успокоява. Пуснат в Урук, Небесният бик предизвиква опустошения: на няколко глътки изпива реката, изпръхтявайки, разтърсва три пъти града и причинява цепнатини, поглъщащи стотици хора. Енкиду пропада до кръста, но изскача, хваща рогата на Бика и заедно с Гилгамеш, без божествена помощ, успяват да го убият, а сърцето му предоставят на Шамаш.
Енкиду, чувайки как унизената Ищар проклина Гилгамеш, хвърля в лицето ѝ парче от бика, описвайки какво би направил с нея, ако я хване. А Гилгамеш кара майсторите на Урук да украсят рогата на бика със злато и лазулит, дар за Лугалбанда. След като измиват ръцете си в Ефрат, двамата герои минават триумфално по улиците на града; денят завършва с празник в двореца, който бележи върха на славата на двамата герои. Но през нощта Енкиду сънува лош сън.

### Седма плочка: смъртта на Енкиду
Енкиду споделя съня си с Гилгамеш: присъствал е на съвещание на боговете и затова, че е участвал в убийството на Хумбаба и Небесния бик, изглежда е обречен на смърт. Изпада в дълбоко отчаяние, после в делириум, в който проклина кедровата вратата, която е предложил на Енлил в Нипур, и упреква Шамаш, че не го е защитил.
Гилгамеш, развълнуван до сълзи, се стреми да го утеши, обещава да умолява боговете от името на Енкиду. Но той е фаталист, знаейки, че Енлил никога не отменя своите решения и че съдбата, която той определя, е необратима. Енкиду проклина и онези, които са го извели от първичното му съществуване и са го въвели в цивилизацията: ловецът и особено куртизанката Шамхат. Но когато бог Шамаш го упреква за неблагодарността му, защото тя го е облякла, напоила и нахранила и му е дала приятел като Гилгамеш, Енкиду се отказва от проклятието си и отправя благословия към нея. Нов злокобен сън, който подробно описва на Гилгамеш, описва състоянието на мъртвите в Ада, където го водят и където е изправен пред незавидната съдба на починалия. Болестта му се влошава, умира в липсващ пасаж в края на плочката.

### Осма плочка: погребението на Енкиду
Текстът на осмата плочка е много зле запазен. Гилгамеш оплаква останките на своя приятел, спомня си приключенията им, призовава планини, гори, полета, реки, диви животни и цял Урук да скърбят за него. Поръчва да направят статуя на Енкиду от злато и скъпоценни камъни, избира от съкровищницата си погребални дарове. Малко се знае за хода на погребението поради многото липсващи части, но има голям погребален банкет, хората от Урук участват в оплакванията, правят се приношения на божествата от Ада, за да намери Енкиду добър прием в отвъдното.

### Девета плочка: отчаянието и лутането на Гилгамеш
Гилгамеш скита през пустошта, от която е произлязъл Енкиду, плаче за него и за своята собствена участ на смъртен човек. Решава да намери оцелелия от Потопа Утнапиштим, станал безсмъртен, за да научи от него тайната на вечния живот. По време на пътуването той се справя с лъвове; достига до планината Мишу, висока до небосвода, с недра, опиращи в ада. Хора-скорпиони охраняват там преминаването на Слънцето при изгрев и залез, но разпознавайки в Гилгамеш божествена плът, го оставят да мине. Предупреждават го, че никой не е преминал този път, по който само Шамаш пътува всеки ден, за да дойде да просветли Земята, дълъг път в пълен мрак. Гилгамеш обаче успява; накрая стига до градина, в която дърветата са с гроздове от скъпоценни камъни. Краят на плочката е твърде фрагментарен, за да бъде разбран.

### Десета плочка: Гилгамеш на края на света
Пресичайки градината, Гилгамеш стига до морската бездна, до Шидури, пивоварката на боговете. Виждайки подозрителния пътник, облечен в животинска кожа, изпит от ветровете, студа и слънцето, с издълбани от умора бузи и с лице, съсипано от мъка, тя залоства вратата. Гилгамеш заплашва да я разбие, но после се представя кой е и ѝ доверява своята цел, отчаянието си и страха си да умре като всеки смъртен. Тя се опитва да му обясни, че боговете така са създали хората и трябва да се наслаждава на човешкия живот, на жена и деца, но Гилгамеш държи на своята цел. Той я пита за пътя, който води към Утнапищим, и тя го насочва към кормчията Ур-Шанаби, който има амулети („Онези от камък“). Гилгамеш се втурва да го намери; убива дракон и в буйството си разбива амулетите. Разказвайки на Ур-Шанаби за своето отчаяние и стремежа си, той получава помощта му; поради погрома трябва да направи 120 пръта, 30-метрови, с остриета. Плавайки, за три дни те взимат разстояние като за месец и половина и достигат до Водите на смъртта. Тогава по съвет на Ур-Шанаби за всяко загребване Гилгамеш използва отделен прът, за да не ги докоснат смъртоносните води. Но прътите свършват; тогава той прави от дрехите платно и лодката се придвижва напред. И така стигат до удивения Утнапищим, но, изслушал разказа на Гилгамеш, той му обяснява, че трябва да приеме участта си.

### Единадесета плочка: историята за Всемирния потоп
По молба на Гилгамеш Утнапищим му разкрива тайната как е получил от боговете безсмъртие. Започва разказ в разказа – историята за Потопа. В древни времена великите богове решават да причинят този катаклизъм (по необяснена тук причина). Бог Еа обаче разкрива това чрез сън на Утнапищим и му казва какво да прави: да разруши жилището си и да построи голям кораб (дава и указания какъв да бъде), да презре богатството, но да натовари всичко живо; научава го и как да обясни приготовленията си. Утнапищим описва построения кораб, на който качва семейството и рода си, богатството си, всякакви майстори, както и животни от всякакъв вид, а накрая засмолява вратите. Следва описание на страшната стихия – дори боговете са изплашени и, ужасени от мащабите на катастрофата, съжаляват за стореното. След седем дни стихиите се укротяват и корабът засяда на връх Нисир, превърнал се в остров. След още седем дни Утнапищим пуска последователно гълъб и лястовица, но те не намират суша и се завръщат; накрая водите поспадат и третата птица, гарван, не се връща. Утнапищим извършва приношения на боговете, които пристигат и се радват, че има оцелели – само Енлил е бесен и иска и тяхната смърт, но Еа успява да го убеди, че грешно е наказал всички хора с потопа, вместо само виновните. Енлил решава да даде на Утнапащим и съпругата му вечен живот, но да живеят на края на света.
Гилгамеш не може да постигне безсмъртие по този начин. Той не издържа и изпитанието на Утнапищим – да не спи шест дни и седем нощи: едва сяда и заспива, събужда се чак на седмия ден; жената на Утнапищим всеки ден пече по един хляб и го слага до героя, за да се убеди той по състоянието на хлебовете колко дълго е спал. Гилгамеш отново потъва в отчаяние от неизбежната смърт. Това, което могат да направят за него, е да го приведат в някогашния му блестящ вид и Ур-Шанаби да го придружи до Урук. По молба на жената си Утнапищим му разкрива, като награда за усилията му, за цветето на вечната младост. За да го намери, Гилгамеш се спуска до дъното на океана с тежки камъни на краката и, взел растението, се освобождава от тях и изплува. Решава да го занесе в Урук, за да провери въздействието му върху възрастен човек, преди да го използва сам. На връщане обаче, докато се къпе, една змия отмъква цветето и веднага сменя кожата си. При този нов неуспех той рухва в сълзи, но когато стигат до Урук с гордост показва мощните му стени, съградени от него, и разказът се връща към своя пролог: изреченията от началото на първата плочка се повтарят в края на единадесетата, придавайки кръгова форма и завършеност на творбата.

### Дванадесета плочка: Гилгамеш и Подземния свят
Текстът изглежда като допълнение към Епоса – представлява несвързан с основния сюжет разказ, преведен от шумерския текст Гилгамеш, Енкиду и Подземния свят. Гилгамеш е загубил два предмета с неясен характер (които са му били дадени от богиня Ищар според пролога на шумерската версия, невключен тук), които са попаднали в Подземния свят. Енкиду решава да отиде да ги вземе. Въпреки предупрежденията на Гилгамеш какво не трябва да прави там, ако иска да се върне, той прави всички нередни неща и Подземният свят го задържа. Гилгамеш призовава на помощ великите богове: Енлил и Син не се отзовават на молбите му, но Еа урежда духът на Енкиду да излезе за малко и той разказва на Гилгамеш за видяното там.